# Вонлярский, Дмитрий Дмитриевич
Дми́трий Дми́триевич Вонля́рский  (7 апреля 1921 — 2007) — ветеран Великой Отечественной войны, гвардии старшина первой статьи, помощник командира взвода разведки.

## Биография

### 1940—1945 годы
С началом Великой Отечественной войны, будучи курсантом 2-го курса Каспийского высшего военно-морского училища, добровольцем отправился на фронт и в звании старшины 1-й статьи получил направление в 71-ю отдельную морскую стрелковую бригаду, которая которая приняла активное участие в боях при защите Москвы осенью 1941 года. В бою у Солнечногорска 5 декабря 1941 года был тяжело ранен.
После выписки из госпиталя (Иваново) служил командиром отделения рулевых-сигнальщиков на черноморском крейсере «Молотов».
Был зачислен в парашютно-десантный батальон, который в январе 1944 года высадился на мысе Тархан (севернее Керчи). В ходе боя Дмитрий Вонлярский заменил убитого офицера. Затем, овладев важной высотой, захватил фашистское орудие и открыл огонь по врагу. За этот подвиг был представлен к званию Герой Советского Союза, однако по решению вышестоящего командования представление было изменено на награждение Орденом Красного Знамени. В бою 20 января 1944 года был ранен.
«Пройдя через штормовое Азовское море на шлюпке, он высадился на берег и заменил выбывшего из строя командира десантной группы… Далее с другом Василием Перевозчиковым они первыми были на высоте 164,5, которая оказалась в центре борьбы и не раз переходила из рук в руки. Дело доходило до гранат и рукопашной. Василию Перевозчикову оторвало руку. За тот бой друзья были представлены к званию Героя Советского Союза»

В составе 83-й бригады морской пехоты участвовал в освобождении Керчи, Феодосии, Севастополя. Затем бригада была передана в состав Дунайской военной флотилии, с которой он участвовал в освобождении Румынии, Болгарии, Югославии, Венгрии, Чехословакии, Австрии, в частности, в высадке десанта в Днестровском лимане в августе 1944 года.
Так описывает эти события Герой Советского Союза полковник Михаил Владимирович Ашик:
«В Малой Семеновке хоронили погибших. Среди них снайпер из моего взвода Андрей Безуглый. К вечеру догоняем батальон и узнаем печальную весть: у Байрамчи (что в 25 км от места высадки) смертельно ранен подполковник Иван Андреевич Александров. Нам рассказывают, что в бою за это село отличилась группа хорошо знакомых нам разведчиков (Д. Вонлярский и Г. Дорофеев получили ордена, а двадцатилетний старшина II статьи Петр Морозов стал Героем Советского Союза.) Старший сержант Ислам Халиков со своим орудием прорвался вперед и выкатил его прямо перед контратакующей колонной врага. Расстреляв все снаряды, расчет занял круговую оборону, все до одного были ранены, но продолжали бой и погибли, не сложив оружия. (И. Р. Халиков удостоен звания Героя посмертно.)»

Отличился в ходе Опатовацкого десанта 3 декабря 1944 года, где штурмовая группа под его командованием и он лично гранатами уничтожили 3 немецкий противотанковых орудия с расчётами, 2 дзота и 3 пулемётных точки, сам старшина Вонлярский автоматным огнём уничтожил 8 солдат противника. За этот бой награждён орденом Отечественной войны.
За доблесть и героизм в операции по захвату контрольного пленного в районе Будапешта 26 января 1945 года был представлен к награждению орденом Красной Звезды и вскоре награждён этим орденом.

### Военный трибунал, побег, новый срок, амнистия
В конце войны в 1945 году у Д. Волнярского и его друга произошёл конфликт с владельцем венгерского ресторана, в результате которого он был осужден военным трибуналом на 5 лет лишения свободы по ст. 167 УК РСФСР (в ред. 1926 года — разбой).
Однако вскоре после этого он во главе группы моряков совершил побег из Харьковской тюрьмы. Бродяжничал, затем трудился на Урале на объекте возле Челябинска, проживая под девичьей фамилией матери — Вавилов.
13 апреля 1950 года специальным лагерным судом исправительно-трудового лагеря был осужден по ст. 58-14 УК РСФСР (контрреволюционный саботаж) на 10 лет лишения свободы.
1 сентября 1953 года в соответствии с Указом Президиума ВС СССР от 27.03.1953 был амнистирован.

### Дальнейшая жизнь
После освобождения из заключения кончил Московский автодорожный техникум. Потом в течение 36 лет работал водителем-«дальнобойщиком».

## Награды
- Орден Красного Знамени (Приказ №0123/н 21 января 1944 г.)[1];
- Орден Отечественной войны 1-й степени (приказ № 06 от 25 марта 1945 г.)[8]
- Орден Красной Звезды (Приказ №9/н от 2 марта 1945 г.)[9][10];

медали, в т.ч.:
- Медаль «За оборону Москвы»
- Медаль «За оборону Кавказа»
- Медаль «За взятие Будапешта»
- Медаль «За взятие Вены»

## Ранения
- 05 декабря 1941 года (Солнечногорск);
- 20 января 1944 года (Керчь);
- 1 января 1945 года (Будапешт).

## Семья[11]
Мать: Мария Михайловна Вонлярская, происходила из дворянского рода Вавиловых. Выпускница Смольного института, участница трех войн. В Первую мировую награждена великим князем Константином медалью «За храбрость». В Гражданскую войну воевала в 1-й Конной армии, ее лично знал С. М. Будённый. В ВОВ — была начальником госпиталя, майор медицинской службы.
Отец: Дмитрий Оверкович Вонлярский
Жена: Лидия Александровна Вонлярская

## Видео
- Воспоминания ветерана войны Д.Д.Вонлярского, морского пехотинца (опубл. 14 апр. 2019 г.).
- Дим Димыч Вонлярский — ветеран Великой Отечественной войны (съёмка 2006 года)